# 弗兰克·西尔万
弗蘭克·西爾萬（法語：Franck Sylvain，法語發音：[fʁɑ̃k silvɛ̃]；1909年8月3日—1987年1月3日），海地政治家，曾在1957年2月7日－4月2日出任代總統。
他在1909年8月3日生於海地的大戈阿沃，在成為政治家前他是一位律師。在1934年他創辦一份反共報章《十字軍》，他也是一個秘密黨派「為海地人民」（法語：Rassemblement du Peuple Haïtien）的創始人之一。在保羅·歐仁·馬格盧瓦爾統治時代，休是法官並有清廉的口碑，在訴訟中反對總統的密友。
在1957年2月7日，他被指定為另一位臨時總統约瑟夫·内穆尔·皮埃尔-路易的後繼者，但在56天後被將軍里昂·卡塔夫推翻。
在下台後，他撰寫回憶錄，書名為《弗蘭克·西爾萬的56天》。
他在1987年1月3日死於太子港。